# Авитал Абергел
Авитал Абергел (хебр. אביטל אברג'יל; рођена 10. јуна 1977) је израелска филмска и телевизијска глумица. 

## Биографија
Рођена је 10. јуна 1977. у Рамат Гану. Глумила је у разним израелским филмовима међу којима су Aaron Cohen's Debt (хебр. חובו של אהרון כהן) и Something Sweet (хебр. משהו מתוק) и серијама као што су The Good Guys, The Other Woman, Intensive care unit и Deep Blue. Позната је по улози Елинор Малчи у дечијој телевизијској серији Octave (хебр. ערוץ הילדים). Године 2005. је глумила у тинејџерском филму You Are (betrothed to me) (хебр. השמיניה), а 2017—2018. у The Children Act.